# Karelia Północna
Karelia Północna – region w Finlandii, położony w prowincji Finlandia Wschodnia. Stolicą regionu jest Joensuu.

## Gminy
Region ten jest podzielony na 14 gmin (miasta zostały pogrubione):
- Ilomantsi
- Joensuu
- Juuka
- Kitee
- Kontiolahti
- Lieksa
- Liperi
- Nurmes
- Outokumpu
- Polvijärvi
- Rääkkylä
- Tohmajärvi
- Valtimo